# Plesiops genaricus
Plesiops genaricus är en fiskart som beskrevs av Mooi och Randall, 1991. Plesiops genaricus ingår i släktet Plesiops och familjen Plesiopidae. Inga underarter finns listade i Catalogue of Life.